# Ірен Кондачі
Ірен Кондачі (Irene Condachi; 7 червня 1899 року, Валетта, Мальта — 1970 рік, Мальта) — мальтійська лікарка, одна з двох жінок-лікарок, що працювали на острові під час Другої світової війни. Одна з засновниць шкільної медичної служби, стала медичною офіцеркою урядової школи і отримала визнання у викоріненні корости в школах.

## Біографія
Ірен Кондачі народилася в Валетті 7 червня 1899 року в родині недавніх мігрантів з грецького острова. Батько, Костянтин Кондачі, був купцем. Ірен виховувалася в грецькій православній традиції, яка утверджувала позитивне ставлення до жінок, які працюють. У 1916 році почала отримувати медичну освіту в Університеті Мальти, але через рік залишила його. Через 10 років Кондачі отримала диплом лікарки в Неаполітанському університеті. Продовжуючи навчання, здобула ступінь спеціалістки в області педіатрії в 1928 році в Павійскому університеті. У Кондачі була довга кар'єра в наданні медичної допомоги на Мальті.
Ірен Кондачі померла в 1970 році. У 2014 році Саймон Кьюзенс закінчив магістерську дисертацію «Перша академічна робота» на тему історії мальтійських жінок під час Другої світової війни. В ході досліджень він виявив історію Кондачі, яка мала бути включена в Книгу 2016 року.

## Кар'єра
Ірен Кондачі закінчила навчання і повернулась на Мальту. Вона стала асистенткою Джозефа Еллула, професора акушерства і гінекології Мальтійського університету в Валлетті. У 1938 році мала статус медичного офіцера Урядової школи Камільєрі, оселившись в Слімі. З початком війни, коли багато чоловіків вступили в бій, жінки активно брали участь в обороні острова. Разом з офтальмологом і дантистом Кондачі добросовісно опікувалась шкільною медичною службою. Не маючи транспорту, вона ходила пішки або їздила на попутках у школи острова, щоб зробити щеплення і провести медичне обстеження більш ніж 20 000 школярів в період з 1941 по 1942 рік.
Кондачі відповідала за викорінення корости в державних школах за допомогою мазі на нафтовій основі. Умови її роботи були небезпечні, так як в 1941 році державні школи були перетворені в лікарні. Під час спостереження за лікарнею в урядовій школі в Годуй об'єкт був розбомблений, і Кондачі, її співробітники, біженці та студенти ледве встигли в підземне сховище під школою для дівчаток. Одна з усього лише двох жінок-лікарок, які практикували на Мальті під час війни. Кондачі продовжувала працювати в якості медичного офіцера Міністерства освіти до 1959 року. Вона була найбільш високооплачуваною жінкою на державній службі на той час.